# DLA 파이퍼
DLA 파이퍼는 영국&미국계 대형로펌으로 세계 32개국에 78개 사무소에 4,200여명의 변호사를 보유하고 있다. 전 세계적으로 법률 자문이 필요한한국기업을 상대로 기업자문, 인수합병, 증권, 금융, 프로젝트, 프로젝트 파이낸싱,지적재산권, 국제소송/중재, 해상, 부동산, 조세 및 통상 등 종합 법률서비스를 제공하고 있다.